# Stop the Tape! Stop the Tape!
Stop the Tape! Stop the Tape! är David & the Citizens tredje och sista studioalbum, utgivet i augusti 2006 av Bad Taste Records.

## Låtlista
Alla låtar är skrivna av David Fridlund.
1. "A Heart & a Hand & the Love for a Band"
2. "One Day, One Day, One Day..."
3. "Out of My Hands"
4. "Oblivion"
5. "A 1000 Questions for You"
6. "48h"
7. "Devil"
8. "To Keep You Safe from Harm & Trouble"
9. "Are You in My Blood?"
10. "Sad Song #2"
11. "What If Nobody Would Catch Us?"
12. "Stop the Tape! Stop the Tape!"

## Listplaceringar
| Lista (2006) | Topplacering |
| ------------ | ------------ |
| Sverige      | 20           |